# BAR 003
Chronologie des modèles (2001)
BAR 002 BAR 004
La BAR 003 est la monoplace de Formule 1 engagée par l'écurie britannique British American Racing lors de la saison 2001 de Formule 1. Elle est pilotée par le Français Olivier Panis et le Canadien Jacques Villeneuve. Les pilotes d'essais sont les Anglais Anthony Davidson et Darren Manning, le Japonais Takuma Satō et le Français Patrick Lemarié. La BAR 003 est équipée d'un moteur Honda pour la seconde année consécutive.

## Historique

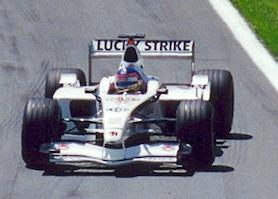
Jacques Villeneuve à bord de la BAR 002 lors du Grand Prix du Canada 2001.

Après les désastreux débuts de la saison 1999 puis les importants progrès de l'année suivante, les espoirs sont grands de voir une BAR sur la première marche du podium en 2001. Cependant la voiture est victime d'un manque de fiabilité causée notamment par la faible rigidité du châssis. Le moteur Honda est également moins puissant que ceux des meilleures équipes et, à moteur égal, les BAR 003 sont souvent derrière les Jordan EJ11.
Le meilleur résultat en course est une troisième place; l'une par Jacques Villeneuve au Grand Prix d'Espagne et l'autre au Grand Prix de Hongrie ; elles ont été obtenues grâce aux nombreux abandons survenus lors de ces courses. Si Villeneuve et Panis ont été au même niveau tout au long de la saison, le Français n' inscrit que cinq points contre douze pour le Canadien.
À la fin de la saison, BAR termine sixième du championnat des constructeurs avec 17 points.

## Résultats en championnat du monde de Formule 1
| Saison | Écurie                 | Moteur           | Pneus       | Pilotes            | Courses | Courses | Courses | Courses | Courses | Courses | Courses | Courses | Courses | Courses | Courses | Courses | Courses | Courses | Courses | Courses | Courses | Points inscrits | Classement |
| Saison | Écurie                 | Moteur           | Pneus       | Pilotes            | 1       | 2       | 3       | 4       | 5       | 6       | 7       | 8       | 9       | 10      | 11      | 12      | 13      | 14      | 15      | 16      | 17      | Points inscrits | Classement |
| ------ | ---------------------- | ---------------- | ----------- | ------------------ | ------- | ------- | ------- | ------- | ------- | ------- | ------- | ------- | ------- | ------- | ------- | ------- | ------- | ------- | ------- | ------- | ------- | --------------- | ---------- |
| 2001   | Lucky Strike BAR Honda | Honda V10 RA001E | Bridgestone |                    | AUS     | MAL     | BRÉ     | SMR     | ESP     | AUT     | MON     | CAN     | EUR     | GBR     | FRA     | ALL     | HON     | BEL     | ITA     | USA     | JAP     | 17              | 6e         |
| 2001   | Lucky Strike BAR Honda | Honda V10 RA001E | Bridgestone | Olivier Panis      | 7e      | Abd     | 4e      | 8e      | 7e      | 5e      | Abd     | Abd     | Abd     | 9e      | Abd     | 7e      | Abd     | 11e     | 9e      | 11e     | 13e     | 17              | 6e         |
| 2001   | Lucky Strike BAR Honda | Honda V10 RA001E | Bridgestone | Jacques Villeneuve | Abd     | Abd     | 7e      | Abd     | 3e      | 8e      | 4e      | Abd     | 9e      | Abd     | 8e      | 3e      | 9e      | 8e      | 6e      | Abd     | 10e     | 17              | 6e         |

Légende : ici 